# Anthony Goods
Anthony Goods, né le 21 juin 1987, à Corona, en Californie, est un joueur américain de basket-ball. Il évolue au poste d'arrière.